# Håkan Sunnliden
Carl Håkan Sunnliden, född 1 februari 1952 i Värmdö församling i Stockholms län, är en svensk präst och författare.

## Biografi
Sunnliden prästvigdes 1978 av biskoparna Bo Giertz och Bertil Gärtner och tillträdde sin första prästtjänst i Katarina församling i Stockholm samma år, fortsatte i Värnamo församling  i Växjö stift 1981 och blev kyrkoherde i Hjälmseryds församling i samma stift 1983, där han verkade i elva år. Åren 1998–2016 var han tillbaka i Värnamo församling, där han hade en komministertjänst.
År 2007 tog Sunnliden en teol. lic.-examen vid Institutionen för religion och kultur vid Linköpings Universitet på en avhandling med titeln Framväxten av en postmodern kyrkomodell?: Ralph W. Neighbour Jr. och The Cell Group Church. Avhandlingen beskriver kulturella förändringar i västvärlden och framväxten av så kallade cellkyrkor.
Sunnliden slutade sin anställning 20 juli 2016 för att i stället resa på fria kallelser och skriva böcker.  I tre perioder, 2010-2013, 2018-2021 och 2022-2025 satt han som ledamot för Frimodig kyrka i Växjö stift i Svenska kyrkans högsta beslutande organ, kyrkomötet.

### Familj
Håkan Sunnliden är son till civilingenjören Allan Sunnliden (1922–2016) och Maj, ogift Pehrsson (1923–2018). Han är sedan 1975 gift med Kari Bøhn (född 1955) och de har tillsammans tre barn.